# نمط تصميم الباني
نمط الباني builder pattern هو نمط تصميم مصمم لتوفير حل مرن لمشاكل إنشاء الكائنات البرمجبة المختلفة في برمجة كائنية التوجه. الغرض من نمط تصميم الباني هو فصل الاهتمامات seperate of concerns بناء كائن معقد عن تمثيله. وهي واحدة من أنماط تصميم عصابة الأربعة .

## نظرة عامة
يعد نمط تصميم الباني أحد أنماط تصميم GoF  التي تصف كيفية حل مشكلات التصميم المتكررة في البرامج كائنية التوجه.
يحل نمط تصميم الباني مشاكل مثل:
- كيف يمكن للصنف  (عملية البناء الذاتية construction ) إنشاء تمثيلات representations مختلفة لكائن؟
- كيف يمكن تبسيط صنف يتضمن إنشاء كائن معقد؟

إنشاء وتجميع أجزاء كائن معقد مباشرة داخل صنف أمر غير مرن. يلزم الصنف بإنشاء تمثيل معين للكائن المعقد ويجعل ذلك من المستحيل تغيير التمثيل لاحقًا بشكل مستقل عن (دون الحاجة إلى تغيير) الصنف.
يصف نمط تصميم الباني كيفية حل مثل هذه المشاكل:
- تغليف إنشاء وتجميع أجزاء كائن معقد في كائن Builder منفصل.
- تفوض صنف إنشاء كائن إلى كائن Builder بدلاً من إنشاء الكائنات مباشرة.

يمكن للصنف (عملية البناء الذاتية) التفويض لكائنات Builder المختلفة لإنشاء تمثيلات مختلفة لكائن معقد.

## تعريف
الغرض من نمط تصميم الباني هو فصل بناء كائن معقد عن تمثيله. من خلال القيام بذلك، يمكن أن تخلق عملية البناء نفسها تمثيلات مختلفة.

## مزايا
تتضمن مزايا نمط الباني ما يلي:
- يسمح لك بتغيير التمثيل الداخلي للمنتج.
- تغليف الكود للبناء والتمثيل.
- يوفر تحكم على خطوات عملية البناء.

## سلبيات
تشمل عيوب نمط الباني:
- - يتطلب إنشاء باني محدد ConcreteBuilder منفصل لكل نوع برمجي مختلف من المنتجات.
  - يتطلب أن تكون أصناف (كلاسات)الباني قابلة للتغيير.
  - قد يكون حقن التبعية أقل دعمًا.

## هيكل

### مخطط الصنفومخطط التسلسل

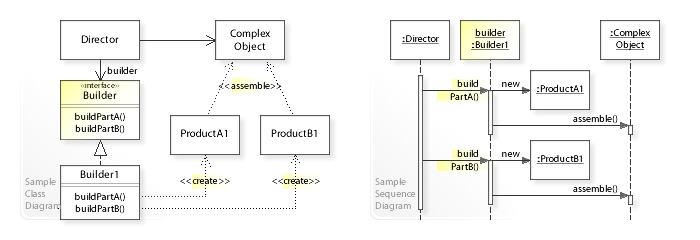
مخطط لصنف ومخطط تسلسلي لنمط تصميم الباني

في الرسم التخطيطي  للصنف  في مخطط الصنف أعلاه، لا يقوم الصنف Director بإنشاء وتجميع كائنات ProductA1 و ProductB1 مباشرة. بدلاً من ذلك، يشير Director إلى واجهة Builder لبناء (إنشاء وتجميع) أجزاء كائن معقد، مما يجعل Director مستقلًا يتم إنشاء أصناف محددة منه (أي تمثيل تم إنشاؤه). الصنف Builder1 واجهة Builder عن طريق إنشاء وتجميع كائنات ProductA1 و ProductB1 . يوضح الرسم التخطيطي المتتابع تفاعلات وقت التشغيل: يستدعي كائن Director buildPartA() على كائن Builder1 ، الذي ينشئ ويجمع كائن ProductA1 . بعد ذلك، يستدعي Director buildPartB() على Builder1 ، الذي يقوم بإنشاء وتجميع كائن ProductB1 .

### مخطط الصنف
باني
واجهة مجردة لإنشاء الكائنات (المنتج).
باني محدد ConcreteBuilder
يوفر التنفيذ لـلباني Builder. إنه كائن قادر على بناء كائنات أخرى. يقوم ببناء وتجميع الأجزاء لبناء الكائنات.

## أمثلة

### سي شارب
```
/// يمثل منتج مُنشأ بواسطة الباني 

public
 
class
 
Car

{

  
public
 
string
 
Make
 
{
 
get
;
 
set
;
 
}

  
public
 
string
 
Model
 
{
 
get
;
 
set
;
 
}

  
public
 
int
 
NumDoors
 
{
 
get
;
 
set
;
 
}

  
public
 
string
 
Colour
 
{
 
get
;
 
set
;
 
}

  
public
 
Car
(
string
 
make
,
 
string
 
model
,
 
string
 
colour
,
 
int
 
numDoors
)
 

  
{

    
Make
 
=
 
make
;

    
Model
 
=
 
model
;

    
Colour
 
=
 
colour
;

    
NumDoors
 
=
 
numDoors
;

  
}

}

/// تجريد الباني

public
 
interface
 
ICarBuilder

{

  
string
 
Colour
 
{
 
get
;
 
set
;
 
}

  
int
 
NumDoors
 
{
 
get
;
 
set
;
 
}

  
Car
 
GetResult
();

}

/// تنفيد محدد للباني

public
 
class
 
FerrariBuilder
 
:
 
ICarBuilder

{

  
public
 
string
 
Colour
 
{
 
get
;
 
set
;
 
}

  
public
 
int
 
NumDoors
 
{
 
get
;
 
set
;
 
}

  
public
 
Car
 
GetResult
()

  
{

    
return
 
NumDoors
 
==
 
2
 
?
 
new
 
Car
(
"Ferrari"
,
 
"488 Spider"
,
 
Colour
,
 
NumDoors
)
 
:
 
null
;
    

  
}

}

///  المدير

public
 
class
 
SportsCarBuildDirector

{

  
private
 
ICarBuilder
 
_builder
;

  
public
 
SportsCarBuildDirector
(
ICarBuilder
 
builder
)
 

  
{

    
_builder
 
=
 
builder
;

  
}

  
public
 
void
 
Construct
()

  
{

    
_builder
.
Colour
 
=
 
"Red"
;

    
_builder
.
NumDoors
 
=
 
2
;

  
}

}

public
 
class
 
Client

{

  
public
 
void
 
DoSomethingWithCars
()

  
{

    
var
 
builder
 
=
 
new
 
FerrariBuilder
();

    
var
 
director
 
=
 
new
 
SportsCarBuildDirector
(
builder
);

    
director
.
Construct
();

    
Car
 
myRaceCar
 
=
 
builder
.
GetResult
();

  
}

}

```